# Ziołolecznictwo
Ziołolecznictwo (fitoterapia, fitofarmakologia) – dział medycyny i farmakologii zajmujący się wytwarzaniem leków ziołowych z naturalnych bądź przetworzonych surowców uzyskiwanych z roślin leczniczych oraz ich stosowaniem w profilaktyce i terapii chorób. Pojęcie to jest również używane dla określenia gałęzi medycyny alternatywnej zajmującej się leczeniem preparatami roślinnymi.
Ziołolecznictwo zajmuje się poznaniem właściwości roślin leczniczych, w tym:
- mechanizmów działania leków roślinnych na organizmy żywe,
- metabolizmu zawartych w nich substancji czynnych
- dawkowania sporządzonych z nich preparatów
- ewentualnych działań niepożądanych
- interakcji zachodzących pomiędzy lekami syntetycznymi a produktami ziołowymi

Fitoterapia wiąże się również z poszukiwaniem nowych leków roślinnych oraz odkrywaniem nowych zastosowań fitoterapeutycznych znanych już roślin leczniczych (np. na podstawie danych etnofarmakologicznych).
Ziołolecznictwo jest bardzo rozpowszechnione wśród nieuprzemysłowionych społeczeństw. Jest głównym składnikiem wszystkich tradycyjnych systemów medycznych (medycyny ludowej), przede wszystkim ze względu na niski koszt pozyskania surowców leczniczych oraz ich naturalne występowanie.

## Historia

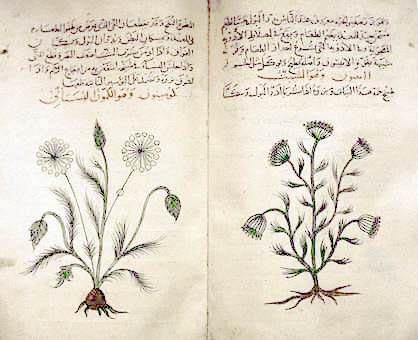
Materia Medica Dioskurydesa, kopia po arabsku, ok. 1334 r. opisuje właściwości medyczne kopru oraz kminu.

### Starożytność
Pierwsze wiadomości o ziołolecznictwie znajdują się w dokumentach historycznych Babilonii i Asyrii z okresu ok. 2000 lat p.n.e. Wśród roślin leczniczych wymieniano już wówczas: rumianek, lulek, szafran, piołun, lukrecję gładką, babkę, nagietek, fenkuł włoski i inne.
Jednak za kolebkę wiedzy lekarskiej uważany jest starożytny Egipt. Źródłem wiedzy o stanie lecznictwa egipskiego są napisy i rysunki zachowane na budowlach, odnalezione na papirusach oraz dzieła starożytnych pisarzy: Herodota i Pliniusza Starszego.
W starożytnym Egipcie lecznictwem zajmowali się kapłani. Przy świątyniach uprawiano rośliny lecznicze, a leki były sporządzane w specjalnych komnatach, według ściśle ustalonych przepisów. O lecznictwie egipskim najwięcej wiadomości przekazuje papirus Ebersa, zawierający około 900 recept różnych leków. Wśród surowców pochodzenia roślinnego (były też pochodzenia zwierzęcego) wymieniano: jałowiec jako lek moczopędny, korę granatowca jako środek przeciwrobaczy, bylicę piołun jako lek zwiększający łaknienie. Poza tym wymieniane były: tatarak zwyczajny, mięta pieprzowa, lulek czarny, mirra, mak polny, aloes i wiele innych.
Na kontynencie europejskim ogólną wiedzę medyczną zapoczątkowali starożytni Grecy, którzy przejęli wiele z kultur egipskiej i egejskiej. Rozkwit nauk przypadał na V i IV wiek p.n.e. Lecznictwo w Grecji związane było z kultem religijnym i początkowo skupiało się w świątyniach. Stopniowo eliminowano z niego pierwiastki magiczne i teurgiczne, nadając mu coraz bardziej świecki charakter. Z upływem czasu rozwinęły się także specjalizacje ludzi zajmujących się sporządzaniem leków. Pojawili się farmakopole, odpowiedzialni za przyrządzanie leków i rizotomowie zajmujący się szukaniem, zbieraniem i przygotowywaniem ziół. Zioła były sprzedawane lekarzom i pacjentom w składach zwanych po grecku apotheke. Od tego słowa wywodzi się dzisiejsze słowo apteka.

### Średniowiecze
W czasach średniowiecza, rozwój ziołolecznictwa kontynuowany był w chrześcijańskich klasztorach w ramach tradycji zakonnej, szczególnie benedyktyńskiej. Zioła były uprawiane w ogródkach przyklasztornych. Rozwinęła się wtedy sztuka prowadzenia bardzo obszernych i bogato ilustrowanych zielników będących swoistymi katalogami roślin leczniczych.

## Ziołolecznictwo w medycynie tradycyjnej
Ziołolecznictwo jest również praktykowane przez osoby zajmujące się medycyną tradycyjną i komplementarną. Tak rozumiana fitoterapia czerpie swoją wiedzę z wielu tradycji:
- systemu ziołolecznictwa starożytnych Greków i Rzymian
- systemów medycznych Indii: Siddha i Ayurveda
- medycyny chińskiej
- medycyny tybetańskiej (Unani)
- ziołolecznictwa szamańskiego.

Zwolennicy ziołolecznictwa związanego z medycyną tradycyjną twierdzą, że medycyna konwencjonalna jest bardziej efektywna w sytuacjach zagrożenia, gdy czas odgrywa bardzo ważną rolę. Natomiast odpowiednie i konsekwentne leczenie ziołami może pomóc pacjentowi zatrzymać rozwój przewlekłej choroby, wesprzeć system immunologiczny. Ich zdaniem, celem terapii ziołami jest przede wszystkim profilaktyka.
Fitoterapia związana z medycyną tradycyjną jest przedmiotem kontrowersji z powodu nieuznawania jej przez część środowiska naukowego. Spowodowane jest to między innymi niską jakością i małą wiarygodnością literatury na ten temat, podającej często informacje nie zweryfikowane przez medycynę opartą na faktach, a niejednokrotnie nawet sprzeczne ze sobą. W szczególności chodzi tu o pierwotne źródła wiążące działanie lecznicze z domniemanymi nadnaturalnymi siłami i zjawiskami: astrologią, intuicją, snami, „duchami roślin”, itp.
Zgodnie z Cancer Research UK, „nie ma obecnie żadnych mocnych dowodów na to, że leki ziołowe mogą zapobiegać lub leczyć raka”.

## Przykłady stosowania ziół[2]
| Surowiec                     | Zastosowanie                                                                 | Działania niepożądane                                                                                             |
| ---------------------------- | ---------------------------------------------------------------------------- | --- |
| Sok z aloesu                 | Poparzenia, skaleczenia, podrażnienia skóry. Działanie immunostymulujące.    | Brak. |
| Alona (stężały sok z aloesu) | Przeczyszczające.                                                            | Nie powinien być stosowany przez kobiety w ciąży i karmiące - przechodząc do mleka powoduje biegunkę u niemowląt. |
| Owoc anyżu                   | Wykrztuśnie, wiatropędnie.                                                   | Zbyt duże dawki podrażniają układ pokarmowy.                                                                      |
| Kwiat arniki                 | Korzystne na układ krążenia.                                                 | Zbyt duże dawki powodują ból głowy i brzucha, wymioty i biegunkę.                                                 |
| Cebula czosnku pospolitego   | Działa przeciwbakteryjnie i przeciwpasożytniczo, obniża poziom cholesterolu. | Brak. |
| Ziele hyzopu                 | Rozkurczowo na układ pokarmowy. Wykrztuśnie.                                 | Składniki olejku eterycznego mogą działać toksycznie.                                                             |
| Owoc kopru                   | Rozkurczowo na mięśnie układu pokarmowego. Wiatropędnie.                     | Brak. |
| Nasienie kozieradki          | Miejscowo na zmiany skórne.                                                  | Brak. |
| Korzeń kozłka                | Uspokajające.                                                                | Przy ciągłym stosowaniu hepatotoksyczny.                                                                          |
| Korzeń lukrecji              | Wykrztuśnie. Przeciwzapalne na błonę śluzową żołądka.                        | Obrzęki. |
| Kwiat malwy czarnej          | Powlekające gardło i górne drogi oddechowe. Pobudzające menstruację.         | Brak |
| Liść mącznicy                | Przeciwbakteryjnie w stanach zapalnych dróg moczowych.                       | Ból brzucha, wymioty, biegunka, krwiomocz.                                                                        |
| Liść mięty                   | Pobudza trawienie. Działa rozkurczowo.                                       | Brak. |
| Korzeń mniszka               | Pobudza trawienie. Działa rozkurczowo.                                       | Brak. |
| Koszyczek rumianku           | Przeciwzapalnie. Wiatropędnie.                                               | Brak. |
| Kora szakłaku                | Przeczyszczające.                                                            | Nie należy podawać kobietom ciężarnym.                                                                            |
| Korzeń żeń-szenia            | Pobudzające i wzmacniające.                                                  | Przy nadużywaniu powoduje biegunki, nadciśnienie i wysypki skórne.                                                |
| Korzeń żywokostu             | Powlekająco na błony śluzowe żołądka. Przyspiesza gojenie się ran.           | Podany doustnie działa hepatotoksycznie.                                                                          |